# Omraam Mikhaël Aïvanhov
Mikhaël Ivanoff dit Omraam Mikhaël Aïvanhov (en bulgare : Михаил Димитров Иванов, translittération scientifique Mihail Dimitrov Ivanov), né le 31 janvier 1900 à Srptsi (Vilayet de Monastir, alors Empire ottoman) et mort le 25 décembre 1986 à Fréjus (France), est un ésotériste bulgare. 
Il est le fondateur de la Fraternité blanche universelle (déclinaison de la « Fraternité blanche » de Peter Deunov et qui s'implante notamment en France, en Suisse et au Canada), laquelle le décrit comme un « philosophe, pédagogue et maître spirituel ».

## Biographie

### Enfance
Mikhaël Ivanoff naît le 31 janvier 1900 dans le petit village de Srptsi, qui se trouve près de Bitola, dans la région de Macédoine, successivement incluse, durant sa présence, dans l'Empire ottoman (1389-1912), le royaume de Serbie (1912), le royaume des Serbes, Croates et Slovènes (1918) et le royaume de Yougoslavie (1929).
Selon sa biographe, sa famille, bulgare, est très modeste, le père, Ivan Dimitrov, est gérant à Varna d'un commerce de charbon de bois distant de plus de 600 km du village. Après le pillage du village par les Grecs en 1907, Dolia, la mère de Mikhaël, décide que la famille doit rejoindre son mari et s'installe  à Varna, sur les rives de la mer Noire, à l'Est de la Bulgarie.

### Formation spirituelle
Mikhaël découvre en 1909 le Livre des Proverbes de Salomon, qui lui donne l'envie de se développer spirituellement[réf. nécessaire].
À l'âge de treize ou dix-sept ans, à Varna, Mikhaël Ivanoff rencontre le maître spirituel Peter Deunov dont il va suivre l'enseignement ésotérique chrétien.
Selon le professeur Lee Irwin[réf. souhaitée], c'est en 1917, à la suite d'expériences mystiques intervenues dans sa seizième année, que Mickaël Ivanoff rencontre à l'âge de dix-sept ans le professeur spirituel (terme bulgare signifiant « enseignant » : Uchitelyat) Beinsa Douno, pseudonyme de Peter Deunov, qui « devint son enseignant spirituel pendant les vingt années suivantes ».
L'indication de cette formation spirituelle se retrouve dans plusieurs autres analyses, notamment dans L'occultisme à Paris, de Pierre Geyraud, et dans L'anthologie de l'ésotérisme occidental de Pierre Riffard.

### Départ pour la France
En 1937, il se rend en France pour l'Exposition universelle de Paris et y reste. N'ayant pas de contact direct avec Deunov, il demande dans une lettre à Boyan Boev, une des figures proches de Deunov, de demander au Maître s'il est bien d'y rester pour faire des études. La réponse (toujours transmise par Boev) est positive, s'il a la possibilité et les moyens d'étudier. Ivanov y reste et commence à donner des conférences publiques sur des sujets spirituels.
Selon Mikhaël Aïvanhov, « c'est donc sur la demande du Maître Peter Deunov que je suis venu en France pour continuer à faire vivre son enseignement. Bien sûr, il ne m'a pas ordonné de partir, un véritable Maître n'exige pas l'obéissance et la soumission de ses disciples. C'est moi qui ai senti que ce qu'il me demandait était pour le bien, et j'ai accepté. » Son affirmation est acceptée par certains auteurs, selon qui Deunov l'envoie en France afin de préserver son œuvre de la menace communiste.
Arrivé en France le 22 juillet 1937, il perfectionne sa connaissance du français en écoutant les gens et la radio, en allant au cinéma et au théâtre. Il donne sa première conférence publique à Paris le 29 ou le 31 janvier 1938, à la Salle du Luxembourg, place de la Sorbonne. On l'appelle « frère Michaël ». Ses conférences sont sténographiées et seront publiées ultérieurement.

### Seconde Guerre mondiale et suites
La guerre rendant impossibles les réunions publiques, le groupe qui l'entoure loue en 1942 une maison à Sèvres dans le jardin de laquelle, presque tous les matins, ils suivent le lever du soleil avant d'écouter parler Mikhaël Ivanoff. En 1947, ils achètent une villa à l'abandon[réf. nécessaire], dans le haut de la ville de Sèvres, renommée « Izgrev » — d'après le nom de la colonie « Izgreva » (« lе lever de soleil » en Bulgare), créée en 1927 par Peter Deunov près de Sofia. C'est là que Ivanoff vivra de nombreuses années et que se trouvera plus tard le siège de la Fraternité blanche universelle.
Après la guerre, le lieutenant-colonel Lagarde signe un certificat attestant de son engagement dans la Résistance à partir de 1943.
En 1946, un premier recueil des conférences de 1938 est publié sous le titre Amour, Sagesse, Vérité, avec une introduction de Lanza del Vasto.

### Condamnation
En 1947, « un aventurier qui se faisait appeler prince Cherenzi Lind, Maha Chohan (Grand chef) et Suprême Régent du Royaume de l'Agartha »,, soupçonné par la police d'être un ancien nazi passé au service des Soviétiques,, se lie avec Mikhael Ivanoff avec qui il entretient des « relations cordiales » : ils reçoivent ensemble à Sèvres, d'après Pierre Péan, et ils organisent ensemble le « Congrès Spirituel de Grande Fraternité blanche universelle ». Leur rupture violente provoque la dénonciation par le « Maha Chohan » de la Fraternité blanche universelle à la police (cela ne l'empêche pas d'être interdit de séjour en 1950) ; la raison serait que Mikhael Ivanoff aurait refusé d'être un agent soviétique[réf. à confirmer].
Arrêté le 21 janvier 1948, connu d'après Pierre Péan, « pour des pratiques alliant occultisme à la sexualité la plus débridée », mais sur base, selon Pierre A. Riffard, de « faux témoignages », Mikhael Ivanoff est condamné le 17 juillet 1948 à quatre ans de prison et dix ans d'interdiction de séjour par la 12e chambre correctionnelle de Paris, pour « excitation de mineures à la débauche »[réf. souhaitée] (on parle de « viols »,, — « quatre jeunes danseuses » pour Pierre Péan).
En février 1950, Walter Farr, du Daily Mail, rapporte que la police et le contrespionnage français seraient convaincus que les preuves ont été fabriquées par les communistes bulgares. Le jugement est réformé en appel le 24 mars 1950, et il est condamné pour « outrage public à la pudeur », ce qui réduit la peine à 30 mois d'emprisonnement[réf. souhaitée]. Il est donc libéré ce jour-là de la prison du camp de la Châtaigneraie, à La Celle Saint-Cloud, après deux ans de détention,. Le garde des sceaux aurait, selon la FBU, envoyé une lettre d'excuses pour « avoir illégalement influencé la décision du juge » qui l'avait condamné. Les disciples de Mikhaël Ivanoff interviennent dès 1962 pour témoigner en sa faveur dans la presse.

### Le centre du Bonfin
Mikhaël Ivanoff fonde, en 1953 dans l’arrière-pays de Fréjus, « un centre de ressourcement spirituel, un lieu d’étude et d’application des vérités initiatiques, et surtout un foyer de vie fraternelle », le centre du Bonfin, dans un endroit « peu facile d’accès à l’époque, mais toujours ensoleillé ».
Mikhaël Ivanoff reprend ainsi son activité d'enseignement jusqu'à son départ pour l'Inde.

### En Inde
Le 11 février 1959, il part pour l'Himalaya, le Cachemire, Gulmarg, Calcutta, Tiruvannamalaï, Ganeshpuri. Selon son témoignage, il rencontre en Inde différents maîtres spirituels, dont Mā Ānanda Moyī (1896-1982), Spiwāmi Nityananda (1896-1961), Anāgārika Govinda (1898-1985), swāmi Shivananda (1887-1963), et surtout, le 17 juin 1959, Neem Karoli Baba (en) (?-1973), qu'il assimile plus ou moins[réf. souhaitée] à Mahavatar Babaji, croisé par des yogins dès 1861. D'après lui, Neem Karoli Baba l'appelle the French Sadhu (le sage français).

### Développement de l'enseignement
Sous le nom d'Omraam Mikhaël Aïvanhov, il rentre d'Inde en France un an plus tard, le 9 février 1960. À partir de ce jour-là, il sera appelé « Maître » par ses disciples,,. Il exerce alors une autorité sans partage sur le mouvement, jusqu'à ce que la vieillesse lui impose de déléguer.
Durant les années qui suivent, il partage son temps entre voyages et enseignement, visitant les lieux saints de la planète, donnant plus de 5 000 conférences[réf. nécessaire]. Dès avril 1974 commencent à paraître ses Œuvres complètes aux éditions Prosveta, à Fréjus, en 32 tomes.
En 1985, il enregistre un message humanitaire dans le cadre du Live Aid. Interviewé à l'occasion de sa réception d'un prix de la Smithsonian Institution remis pour l'ingénierie de la diffusion TV internationale du Live Aid, Hal Uplinger (en) affirme que cette intervention fut déterminante dans son investissement personnel pour la réalisation et le succès de cet événement.
Il décède au Bonfin, près de Fréjus, le 25 décembre 1986, quelques mois avant la publication de son décret de naturalisation à la nationalité française, pour lequel il a reçu le soutien des députés Pierre Billotte et de Maurice Chevance,.

### Critiquespost mortem
L' Union nationale des associations de défense des familles et de l'individu victimes de sectes (UNADFI) et le magazine L'enfant d'abord, issu d'une association éponyme de la région grenobloise spécialisée dans l'accompagnement des familles divorcées, rapportent que « plusieurs journaux » (dont un seul est cité, le mensuel local le Cactus Varois) affirment qu'il aurait eu de bonnes relations avec la Gestapo durant la Seconde Guerre mondiale, et qu'il aurait sauvé des Juifs,,. (Pour autant, il n'a pas été reconnu Juste parmi les nations par l'institut Yad Vashem.)
Un article de Yves Tenret, journaliste belge, publié en 1990 dans le mensuel L'enfant d'abord, qualifie l'ensemble des 400 références de son œuvre de « creuses divagations, compilation superficielle de diverses niaiseries, de faux bon sens et de franc délire ».
Le Centre de documentation, d'éducation et d'action contre les manipulations mentales estime qu'Aïvanhov affirmait détenir un savoir secret et caché d'un maître tibétain, à l'instar de Peter Deunov. Mélangeant christianisme, ésotérisme et théosophisme, il déclarait être « un Maître désigné par le Ciel », un Grand Initié au pouvoir « d'essence hiérarchique », c'est-à-dire spirituelle et sacrée. Ainsi, son autorité est d'ordre divin ».

## La Fraternité blanche universelle (FBU)
Peter Deunov, à Sofia, en 1922, avait fondé l'École de la Fraternité blanche. Mikhaël Aïvanhov a inspiré la fondation, en 1938, d'une association, appelée « L'École divine », puis, en 1947, la « Fraternité Blanche Universelle » (FBU), dont le siège se trouve près de Paris, à Sèvres, où Mikhaël Aïvanhov vit pendant plusieurs dizaines d'années.
La Fraternité blanche universelle est décrite dans le rapport de la Commission parlementaire sur les sectes en France (1995) comme « un mouvement spirituel et initiatique proposant un ésotérisme syncrétique, fondée sur l'identification avec les forces christique et solaire, les lois du karma et la "galvanoplastie spirituelle" ». L'UNADFI considère en 2006 que « la FBU d’aujourd’hui doit toujours être considérée comme une organisation dangereuse dont l’effet peut être désastreux sur certaines personnes ». Des spécialistes universitaires, dont Antoine Faivre, préfèrent toutefois utiliser le terme « nouveau mouvement religieux » pour qualifier ce type de mouvement.
L'organisation indique la présence d'associations « Fraternité blanche universelle » en Allemagne, Angleterre, Argentine, Autriche, Belgique, Bénin, Burkina Faso, Canada, Colombie, République démocratique du Congo, Côte d'Ivoire, États-Unis, Espagne, France, Gabon, Grèce, Haïti, Irlande, Israël, Liban, Italie, Madagascar, Norvège, Pays-Bas, Pérou, Portugal, Russie, Suisse, Roumanie, Tchéquie, Togo et Venezuela,.

## Pensée ésotérique
Aïvanhov a une pensée syncrétiste associant des traditions ésotériques occidentales et orientales, ainsi qu'aux Évangiles chrétiens et à la kabbale juive. Il enseigne essentiellement à partir de sa propre expérience intérieure, de ses observations et compréhensions, ainsi que de sa capacité à décoder des symboles, insistant beaucoup sur la nécessité de la réflexion personnelle. Il propose une analyse très détaillée des différentes sphères de l’arbre de vie de la kabbale (3 tomes des œuvres complètes) et des quatre éléments (4 tomes des œuvres complètes), thèmes classiques dans les enseignements ésotériques occidentaux, dont Franz Bardon est un bon exemple. S'il estime au début de son enseignement que les trois grands arts occultes que sont la magie, l'astrologie et l'alchimie sont de même valeur, sa dernière conférence sur l'astrologie montre qu'il a pris ses distances avec cet art ancien au fil des années. Il y affirme notamment que les aspects positifs ou négatifs des thèmes ne sont pas de bons indicateurs des réalisations individuelles. Il estime qu'en usant de magie[réf. à confirmer], on agit sur la chaleur, de l'astrologie sur la lumière et de l'alchimie sur le mouvement. Dans cette même optique, il analyse les grands mythes antiques comme ayant un sens cosmique, universel que chacun peut interpréter et utiliser s'il a été initié.
Il insiste également sur l'importance des mots et des questionnements. « Pour Aïvanhov, la question « qui ? » concerne l'esprit : c'est la cabbale ; la question « comment ? » concerne les mains : c'est la magie ; la question « où ? » concerne les yeux : c'est la cosmosophie ; la question « quand ? » concerne les oreilles : c'est l'astrologie ».
Sa pensée basée sur l'ésotérisme a évolué une fois qu'il a quitté Deunov pour se tourner vers une « pédagogie initiatique ». Contrairement à d'autres courants ésotériques contemporains, la Fraternité blanche universelle d'Aïvanhov préfère ne pas donner de nom à son système, en restant à la terminologie d'« enseignement ». Cet enseignement est toutefois bien de nature ésotérique puisqu'il s'accompagne de rites initiatiques et de la lecture d'un livre révélateur : Les secrets du livre de la nature.

### L'enseignement oral: les conférences
Selon son éditeur, « l'enseignement du Maître Omraam Mikhaël Aïvanhov étant strictement oral, ses ouvrages sont rédigés à partir de conférences improvisées, sténographiées ou enregistrées sur bandes magnétiques. »

#### Les thèmes de son enseignement
La deuxième naissance, le maître spirituel, les corps subtils (Mikhaël Aïvanhov reprend le Septénaire de l'hindouisme et du théosophisme), la réincarnation, l'initiation en tant que travail sur soi-même, la magie divine, le Karma, la loi naturelle des correspondances, la loi morale d'affinité, la galvanoplastie spirituelle, le langage symbolique, le « véritable enseignement du Christ »,
La galvanoplastie spirituelle est une conception, présentée dès 1938, comparant à la galvanoplastie la gestation d'une mère soucieuse d'engendrer un enfant harmonieux. « Partout, dans la nature, la galvanoplastie existe. Si nous voulons dorer quelque chose dans un plan quelconque, nous devons mettre à la cathode un moule, une image déterminée ; nous devons également dissoudre un sel métallique dans le liquide de la solution, un sel d'or. Alors, si nous lions les électrodes à la pile, nous obtenons un objet d'or. ». Il affirme que sa méthode d'accompagnement des mères enceintes produisent des enfants incapables d'avoir une maladie.

#### La conception de la lumière chez Aïvanhov
Dans l'œuvre d'Aïvanhov, la lumière occupe une place centrale et constitue l'un des fondements de son enseignement spirituel. Aïvanhov distingue deux types de lumière : la lumière visible, qu'il nomme Svétlina, et la « lumière invisible », appelée Vidélina. La lumière visible est perçue comme une manifestation matérielle, tandis que la lumière invisible incarnerait « l'essence divine et spirituelle ».
Aïvanhov associe cette lumière invisible à la « sagesse divine », à l'omniprésence de Dieu et à la création. Il enseigne que méditer sur cette lumière et chercher à s'unir à elle permettrait « d’élever l’âme » et de « s’harmoniser avec l’univers ». La lumière est également vue comme un vecteur de transformation spirituelle, agissant à la fois sur l’individu et le collectif.

#### Diffusion de l'enseignement
Une maison d'édition, Prosveta se consacre à l'édition des œuvres, qui comprend près de mille titres. Son catalogue comprend 254 livres, répartis en une dizaine de collections dont les Oeuvres Complètes, 32 titres, la collection de poche Izvor, 44 titres, les Brochures, 27 titres, ainsi que 10 DVD et 41 CD. Prosveta indique sur son site web avoir diffusé 5,6 millions d'ouvrages d'Omraam Mikhaël Aïvanhov, traduits en une trentaine de langues, depuis sa création, ainsi qu'une distribution annuelle de 150 000 exemplaires. Son site web recevrait près d'un million de visites annuelles.

### Œuvres
- Œuvres complètes, Fréjus, Éditions Prosveta, 32 tomes, 1974-1987
- Livres de poche, Collection Izvor, Editions Prosveta, Fréjus, 44 titres.
- Livres de synthèse : Fréjus, Éditions Prosveta, collection « Synopsis »
- musique et chants de Peter Deunov : Fréjus, Éditions Prosveta
- Chants de la Fraternité blanche universelle. Chorale à 4 voix, 2 CD, 2003
- Éléments d'autobiographie, t. I : Afin de devenir un livre vivant (1900-1916), Prosveta, 2009, 467 p. ; t. II : Auprès du Maître Peter Deunov (1917-1937), 2010, 453 p.

### Ouvrages issus de la Fraternité blanche universelle - Éditions Prosveta
(par ordre alphabétique)
- Feuerstein, Georg, La Vie et l'Enseignement d'Omraam Mikhaël Aïvanhov. Le Mystère de la Lumière (1992), trad. de l'an., Fréjus, Éditions Prosveta, 1996, 325 p.
- Frenette, Louise-Marie, La Vie d'un Maître en Occident. Omraam Mikhaël Aïvanhov (2002), Éditions AdA, Varennes, Québec, Canada, 2008, 411 p. Extraits
- Soubeyran, Robert, Le Rôle de la musique dans l'enseignement initiatique du maître Omraam Mikhaël Aïvanhov, Prosveta, 1993.
- Svezda [Stella Bellemin], Vie et Enseignement en France du Maître Omraam Mikhaël Aïvanhov (1971), Fréjus, Éditions Prosveta, 1992, 246 p.
- Pierre C. Renard, Images d'espoir - Un maître spirituel (1999), Fréjus, Éditions Prosveta, 1999, 287 p.
- Omraam Mikhaël Aïvanhov, Afin de devenir un livre vivant. Eléments d'autobiographie 1, Fréjus, Prosveta, 2009, 464 p. (ISBN 978-2-85566-975-5)
- Omraam Mikhaël Aïvanhov, Auprès du Maître Peter Deunov. Eléments d'autobiographie 2, Fréjus, Prosveta, 2010, 464 p. (ISBN 978-2-85566-990-8)
- Muriel Urech, La paneurythmie de Peter Deunov - Mouvements et partition musicale, Fréjus, Prosveta, 1993, 147 p. (ISBN 978-2-85566-983-0)

### Ouvrages de spiritualité et d'ésotérisme
- (en) Andrew Rawlinson, The Book of Enlightened Masters. Western Teachers in Eastern Tradition, Chicago et La Salle (Illinois), Open Court, 1997.
- Frida Theodosy, L'Art du chant divin : méthode de développement spirituel et d'union cosmique suivant l'enseignement des maîtres Peter Deunov et O. M. Aïvanhov, Hérouville-Saint-Clair, Éd. Télesma, 1990, 96 p..
- (en) Siobhan Houston, « Mysteries of the Sun: The Hermetic Teachings of Omraam Mikhaël Aïvanhov », dans Jay Kinney, Gnosis: A Journal of the Western Inner Traditions, No. 47 (Spring, 1998), Lumen Foundation, 1998
- Louise-Marie Frenette, Une nouvelle conscience - Selon les enseignements d'Omraam Mikhaël Aïvanhov, Varennes, Québec, ADA éditions, 2009, 249 p. (ISBN 978-2-89565-841-2)
- Olivier Manitara, Hommage au maitre Omraam Mikhaël Aïvanhov, Ultima, 2006, 208 p. (ISBN 978-2-89565-841-2)

### Ouvrages universitaires
- (en) Lee Irwin, « Esoteric Paradigms and Participatory Spirituality in the Teachings of Mikhaël Aïvanhov », dans Jorge N. Ferrer et Jacob H. Sherman, The participatory turn - Spirituality, Mysticism, Religious Studies, State University of New York Press, 2008 (ISBN 978-0-7914-7601-7 et 978-0-7914-7602-4)
- Pierre A. Riffard, L'ésotérisme, Paris, Robert Laffont, 1990, 1016 p. (ISBN 2-221-05464-4), p. 870-871
- (en) J. Gordon Melton et Martin Baumann, Religions of the World, Second Edition: A Comprehensive Encyclopedia of Beliefs and Practices, Santa Barbara, ABC-CLIO, 2010 (ISBN 978-1-59884-204-3), p. 59.
- Margit Kranewitter, Aspects de la Peinture Visionnaire Initiatique, (1980 Mémoire Universitaire), publié en Italie en 2016 par Stella Mattutina Edizioni (Florence, Italie)
- Ouriel Zohar, Les aspects théâtraux dans une société collectiviste, religieuse et universelle in « Misli, Rivistadel Centro Studi Omraam Mikhaël Aïvanhov », Revue de L'Università per Stranieri di Perugia no. 5, p. 59-79, 2018.

### Ouvrages sur les sectes
- Centre de documentation, d'éducation et d'action contre les manipulations mentales, Les sectes : état d'urgence, Paris, Albin Michel, 1995 (ISBN 2-226-07711-1)

### Filmographie
- La Présence d'un maître : film documentaire écrit par Hubert Mansion et réalisé par Emy Tamko, Production Gamahaé, 2012, 67 minutes.